# IC 4305
IC 4305 — галактика типу E5 () у сузір'ї Гончі Пси.
Цей об'єкт міститься в оригінальній редакції індексного каталогу.